# 이한상
이한상(李漢相, 1953년 9월 10일~)은 대한민국의 전 기업인 및 선교사이다.
삼풍그룹 회장 이준의 차남으로, 1991년부터 1995년 6월 29일까지 삼풍건설 및 삼풍백화점 사장을 맡다 1995년 6월 29일 삼풍백화점이 붕괴되었고, 사고에 대한 책임으로 1996년 8월 23일 대법원에서 징역 7년형이 확정되어 2002년 말까지 복역하였다.
출소한 이후 삼풍아파트 자택에서 살면서 성서침례대학원대학교에서 목회학 석사를 취득했다.
2004년 몽골국으로 건너가 울란바토르에서 선교사로 활동하고 있다. 2015년 1월 CBS에 출연해 그 동안의 몽골 선교 활동에 대해 이야기하였다. 2020년 2월 KBS 다큐멘터리 '모던 코리아 시대 유감 삼풍'에 출연해 사고 당시를 회고했다. 2020년 기준으로 러시아에 체류하고 있는 것으로 확인되었다.
이한상이 활동하는 교회의 선교 소식을 확인해 보면 2019년을 전후해서 러시아 연방 으로 부인과 같이 간 것으로 보이며, 거주하는 곳은 우수리스크이다. 또한 2020년 11월 소식에 의하면 코로나-19에도 감염되어 고생했던 것으로 보인다.

## 생애

### 출생
1953년 이준의 차남으로 출생하였다. 그의 어린 시절에 대해서는 자세히 알려진 바가 없다.

### 대학생활 및 ROTC
그는 1972년 연세대학교에 입학하였으며, 이후 ROTC로 복무했다고 알려져 있다.

### 삼풍건설 입사 및 삼풍백화점 운영
이한상은 졸업 후 다른 기업에서 근무하다가 1987년 무렵 삼풍그룹으로 들어오게 되었다. 1989년에는 삼풍건설 및 삼풍백화점의 전무가 되었으며, 1991년 직제 개편으로 삼풍건설 사장 및 삼풍백화점 사장으로 취임했으며, 전무는 그의 동생이자 이준의 3남인 이한창이 맡게 되었다.

### 삼풍백화점 붕괴 및 수감생활
승승장구하던 그는 1995년 6월 29일 삼풍백화점 붕괴사고로 직격탄을 맞게 되었다. 사고 전부터 건물 이상이 여러 차례 발견되었고 경고도 수십차례 있어 왔지만 무시하고 영업을 강행했다. 무엇보다 사고 직전 손님과 직원들에게 붕괴 사실을 알리지 않은 채 임원들만 빠져나온 것에 대하여 아버지 이준 회장과 더불어 전국민적인 비난을 듣게 되었다.
하지만 이는 당시 언론의 오보로 인한 오해로 전혀 사실이 아니다. 이준 회장, 이한상 사장을 비롯한 삼풍의 임원진은 당시 건물의 보수를 위해 백화점 건물 내에서 긴급 회의를 계속 이어가고 있었다.  붕괴의 그 시점에도 그들은 보수에 필요한 자재와 인력을 수급하기 위해 여념이 없었다. 다만, 무너진 A동 건너편의 B동 건물에서 회의를 하고 있어서 목숨을 건질 수 있었던 것이다. 실제로 이한상 사장은 건물 붕괴 당시를 회상하며 지진이 난 줄 알았다고 얘기하기도 한다. 그는 붕괴 이후 사건 현장에서 넋이 나가있다가 그 자리에서 바로 구속이 되었다. 이는 KBS 아카이브프로젝트 모던코리아 <시대유감, 삼풍>을 보면 자세히 살펴볼 수 있다. 1996년 대법원 판결로 그는 징역 7년형을 선고받았고, 2002년까지 수감되었다.

### 출소 후 선교사 생활
이한상은 2002년 후반 출소한 뒤 한동안 삼풍아파트 자택에서 칩거하였으나, 이후 2003년무렵부터 종교인 생활을 하기로 마음먹고, 몽골로 건너가서 선교사로 지금까지 활동하고 있다.아버지가 사망했을 때 상주였으나 귀국하지 못했다.장남인 형 이한웅은 1977년 죽고 자신은 출국했으니 결국 3남 이한창이 상주를 맡았다. 그 뒤 2006년 3월 3일 국민일보와의 인터뷰에서 자신의 범죄를 영적 전쟁으로 무마하는 발언을 해서 물의를 빚고 있다.

## 가족 관계
- 부친:이준(1922년 10월 21일~2003년 10월 4일)
- 모친:조현옥(1926년~)
- 형:이한웅(1950년~1975년 또는 1977년)
- 형수:추경영(1950년~)
- 자신:이한상
- 남동생:이한창(1957년~)
- 여동생:이경희(1959년~)

### 가족에 대한 이야기
- 생애 문단에 서술했듯이 아버지 이준이 출소 약 1년 뒤에 죽었을 때 상주였으나 몽골로 출국해 남동생이 상주가 되었다.
- 어머니 조현옥이 2000년 당시 74세의 나이로 가석방을 해주라 요청했지만 거절됐다.
- 그리고 여동생 이경희는 아버지,작은오빠는 물론 큰오빠,막내오빠에 비해서도 잘 알려지지 않았다.